# Tour d'Andalousie 1980
La 26e édition du Tour d'Andalousie a eu lieu du 5 au 10 février 1980. 

## Présentation

### Équipes
| Équipes professionnelles (3)- IJsboerke-Warncke Eis - Teka - Magniflex-Olmo |
|                                                                             |

## Étapes
| Étape      | Date    | Villes étapes                    | type                         | Distance (km) | Vainqueur d'étape        | Leader du classement général |
| ---------- | ------- | -------------------------------- | ---------------------------- | ------------- | ------------------------ | ---------------------------- |
| Prologue   | 5 fév.  | Elche – Elche                    | contre-la-montre par équipes | 17            | Magniflex-Olmo           |                              |
| 1re étape  | 6 fév.  | Santa Pola – Lorca               |                              | 138           | Rafael Ladrón de Guevara |                              |
| 2e étape   | 7 fév.  | Águilas – Almería                |                              | 160           | Noël Dejonckheere        |                              |
| 3e étape   | 8 fév.  | Adra – Grenade                   |                              | 126           | Daniel Willems           |                              |
| 4e étape   | 9 fév.  | Lanjarón – Rincón de la Victoria |                              | 166           | Noël Dejonckheere        |                              |
| 5e a étape | 10 fév. | Fuengirola – Marbella            | contre-la-montre individuel  | 27            | Daniel Willems           |                              |
| 5e b étape | 10 fév. | Marbella – Ronda                 |                              | 94            | Bernt Johansson          | Daniel Willems               |

## Déroulement de la course

### Prologue
| \| Classement de l'étape \| Classement de l'étape \| Classement de l'étape \| Classement de l'étape \| Classement de l'étape \| Classement de l'étape \| \| Équipe \| Équipe \| Pays \| Temps \| Écart de temps \| Vitesse moy. \| \| --------------------- \| --------------------- \| --------------------- \| --------------------- \| --------------------- \| --------------------- \| \| 1re \| Magniflex-Olmo \| Italie \| 19 min 00 s \| 19 min 00 s \| \| \| 2e \| IJsboerke-Warncke Eis \| Belgique \| 19 min 00 s \| + 0 s \| \| \| 3e \| Teka \| Espagne \| 19 min 12 s \| + 12 s \| \| |                       |          |             |                |              |
| |                       |          |             |                |              |
| Source : Cycling Archives |                       |          |             |                |              |
| Classement de l'étape |                       |          |             |                |              |
| Équipe | Équipe                | Pays     | Temps       | Écart de temps | Vitesse moy. |
| 1re | Magniflex-Olmo        | Italie   | 19 min 00 s | 19 min 00 s    |              |
| 2e | IJsboerke-Warncke Eis | Belgique | 19 min 00 s | + 0 s          |              |
| 3e | Teka                  | Espagne  | 19 min 12 s | + 12 s         |              |

| \| Classement général \| Classement général \| Classement général \| Classement général \| Classement général \| \| Coureur \| Coureur \| Pays \| Équipe \| Temps \| \| ------------------ \| ------------------ \| ------------------ \| ------------------ \| ------------------ \| |         |      |        |       |
| |         |      |        |       |
| Source : Cycling Archives |         |      |        |       |
| Classement général |         |      |        |       |
| Coureur | Coureur | Pays | Équipe | Temps |

### 1reétape
| \| Classement de l'étape \| Classement de l'étape \| Classement de l'étape \| Classement de l'étape \| Classement de l'étape \| \| Coureur \| Coureur \| Pays \| Équipe \| Temps \| \| --------------------- \| ------------------------ \| --------------------- \| --------------------- \| --------------------- \| \| 1er \| Rafael Ladrón de Guevara \| Espagne \| Fosforera-Vereco MG \| \| |                          |         |                     |       |
| |                          |         |                     |       |
| Source : Cycling Archives |                          |         |                     |       |
| Classement de l'étape |                          |         |                     |       |
| Coureur | Coureur                  | Pays    | Équipe              | Temps |
| 1er | Rafael Ladrón de Guevara | Espagne | Fosforera-Vereco MG |       |

| \| Classement général \| Classement général \| Classement général \| Classement général \| Classement général \| \| Coureur \| Coureur \| Pays \| Équipe \| Temps \| \| ------------------ \| ------------------ \| ------------------ \| ------------------ \| ------------------ \| |         |      |        |       |
| |         |      |        |       |
| Source : Cycling Archives |         |      |        |       |
| Classement général |         |      |        |       |
| Coureur | Coureur | Pays | Équipe | Temps |

### 2eétape
| \| Classement de l'étape \| Classement de l'étape \| Classement de l'étape \| Classement de l'étape \| Classement de l'étape \| \| Coureur \| Coureur \| Pays \| Équipe \| Temps \| \| --------------------- \| --------------------- \| --------------------- \| --------------------- \| --------------------- \| \| 1er \| Noël Dejonckheere \| Belgique \| Teka \| \| |                   |          |        |       |
| |                   |          |        |       |
| Source : Cycling Archives |                   |          |        |       |
| Classement de l'étape |                   |          |        |       |
| Coureur | Coureur           | Pays     | Équipe | Temps |
| 1er | Noël Dejonckheere | Belgique | Teka   |       |

| \| Classement général \| Classement général \| Classement général \| Classement général \| Classement général \| \| Coureur \| Coureur \| Pays \| Équipe \| Temps \| \| ------------------ \| ------------------ \| ------------------ \| ------------------ \| ------------------ \| |         |      |        |       |
| |         |      |        |       |
| Source : Cycling Archives |         |      |        |       |
| Classement général |         |      |        |       |
| Coureur | Coureur | Pays | Équipe | Temps |

### 3eétape
| \| Classement de l'étape \| Classement de l'étape \| Classement de l'étape \| Classement de l'étape \| Classement de l'étape \| \| Coureur \| Coureur \| Pays \| Équipe \| Temps \| \| --------------------- \| --------------------- \| --------------------- \| --------------------- \| --------------------- \| \| 1er \| Daniel Willems \| Belgique \| IJsboerke-Warncke Eis \| \| |                |          |                       |       |
| |                |          |                       |       |
| Source : Cycling Archives |                |          |                       |       |
| Classement de l'étape |                |          |                       |       |
| Coureur | Coureur        | Pays     | Équipe                | Temps |
| 1er | Daniel Willems | Belgique | IJsboerke-Warncke Eis |       |

| \| Classement général \| Classement général \| Classement général \| Classement général \| Classement général \| \| Coureur \| Coureur \| Pays \| Équipe \| Temps \| \| ------------------ \| ------------------ \| ------------------ \| ------------------ \| ------------------ \| |         |      |        |       |
| |         |      |        |       |
| Source : Cycling Archives |         |      |        |       |
| Classement général |         |      |        |       |
| Coureur | Coureur | Pays | Équipe | Temps |

### 4eétape
| \| Classement de l'étape \| Classement de l'étape \| Classement de l'étape \| Classement de l'étape \| Classement de l'étape \| \| Coureur \| Coureur \| Pays \| Équipe \| Temps \| \| --------------------- \| --------------------- \| --------------------- \| --------------------- \| --------------------- \| \| 1er \| Noël Dejonckheere \| Belgique \| Teka \| \| |                   |          |        |       |
| |                   |          |        |       |
| Source : Cycling Archives |                   |          |        |       |
| Classement de l'étape |                   |          |        |       |
| Coureur | Coureur           | Pays     | Équipe | Temps |
| 1er | Noël Dejonckheere | Belgique | Teka   |       |

| \| Classement général \| Classement général \| Classement général \| Classement général \| Classement général \| \| Coureur \| Coureur \| Pays \| Équipe \| Temps \| \| ------------------ \| ------------------ \| ------------------ \| ------------------ \| ------------------ \| |         |      |        |       |
| |         |      |        |       |
| Source : Cycling Archives |         |      |        |       |
| Classement général |         |      |        |       |
| Coureur | Coureur | Pays | Équipe | Temps |

### 5eétape secteur a
| \| Classement de l'étape \| Classement de l'étape \| Classement de l'étape \| Classement de l'étape \| Classement de l'étape \| \| Coureur \| Coureur \| Pays \| Équipe \| Temps \| \| --------------------- \| --------------------- \| --------------------- \| --------------------- \| --------------------- \| \| 1er \| Daniel Willems \| Belgique \| IJsboerke-Warncke Eis \| \| |                |          |                       |       |
| |                |          |                       |       |
| Source : Cycling Archives |                |          |                       |       |
| Classement de l'étape |                |          |                       |       |
| Coureur | Coureur        | Pays     | Équipe                | Temps |
| 1er | Daniel Willems | Belgique | IJsboerke-Warncke Eis |       |

| \| Classement général \| Classement général \| Classement général \| Classement général \| Classement général \| \| Coureur \| Coureur \| Pays \| Équipe \| Temps \| \| ------------------ \| ------------------ \| ------------------ \| ------------------ \| ------------------ \| |         |      |        |       |
| |         |      |        |       |
| Source : Cycling Archives |         |      |        |       |
| Classement général |         |      |        |       |
| Coureur | Coureur | Pays | Équipe | Temps |

### 5eétape secteur b
| \| Classement de l'étape \| Classement de l'étape \| Classement de l'étape \| Classement de l'étape \| Classement de l'étape \| \| Coureur \| Coureur \| Pays \| Équipe \| Temps \| \| --------------------- \| --------------------- \| --------------------- \| --------------------- \| --------------------- \| \| 1er \| Bernt Johansson \| Suède \| \| \| |                 |       |        |       |
| |                 |       |        |       |
| Source : Cycling Archives |                 |       |        |       |
| Classement de l'étape |                 |       |        |       |
| Coureur | Coureur         | Pays  | Équipe | Temps |
| 1er | Bernt Johansson | Suède |        |       |

## Classements finals

### Classement général final
.
| \| Classement général \| Classement général \| Classement général \| Classement général \| Classement général \| \| Coureur \| Coureur \| Pays \| Équipe \| Temps \| \| ------------------ \| --------------------- \| ------------------ \| --------------------- \| ------------------ \| \| 1er \| Daniel Willems \| Belgique \| IJsboerke-Warncke Eis \| 20 h 42 min 11 s \| \| 2e \| Bernt Johansson \| Suède \| \| + 56 s \| \| 3e \| Eulalio García Pereda \| Espagne \| Teka \| + 2 min 17 s \| |                       |          |                       |                  |
| |                       |          |                       |                  |
| Sources : ProCyclingStats Cycling Archives |                       |          |                       |                  |
| Classement général |                       |          |                       |                  |
| Coureur | Coureur               | Pays     | Équipe                | Temps            |
| 1er | Daniel Willems        | Belgique | IJsboerke-Warncke Eis | 20 h 42 min 11 s |
| 2e | Bernt Johansson       | Suède    |                       | + 56 s           |
| 3e | Eulalio García Pereda | Espagne  | Teka                  | + 2 min 17 s     |